# Hedgpethius tridentatus
Hedgpethius tridentatus is een zeespin uit de familie Ammotheidae. De soort behoort tot het geslacht Hedgpethius. Hedgpethius tridentatus werd in 1974 voor het eerst wetenschappelijk beschreven door Child. 